# Artyom Molodtsov
Artyom Igorevich Molodtsov (tiếng Nga: Артём Игоревич Молодцов; sinh ngày 8 tháng 10 năm 1990) là một cầu thủ bóng đá người Nga. Anh thi đấu cho FC Fakel Voronezh.

## Sự nghiệp câu lạc bộ
Anh ra mắt chuyên nghiệp tại Russian Second Division năm 2007 cho F.K. Saturn Yegoryevsk.
Molodtsov ra mắt chuyên nghiệp cho F.K. Saturn Moskva Oblast vào ngày 14 tháng 7 năm 2010 trong trận đấu tại Cúp quốc gia Nga trước FC Sakhalin Yuzhno-Sakhalinsk.